# Trade marketing
Il trade marketing è l'applicazione delle tecniche di marketing indirizzate al distributore. Rappresenta quindi un approccio gestionale che si propone di contribuire all'efficacia dell'azione di marketing aziendale, attraverso il completo soddisfacimento delle esigenze dei propri clienti commerciali.
Questo significa che un'impresa produttrice pianificherà le strategie e attività di marketing avendo come obiettivo un mercato intermedio, quello costituito dai distributori.
Le attività di marketing vengono suddivise in due grandi macroaree:
1. Attività "above the line": azioni di marketing dirette al consumatore, quindi advertising on air, campagne pubblicitarie istituzionali su stampa specializzata e non, affissioni, ecc.
2. Attività "below the line": azioni di marketing veicolate dal trade, cioè dalla distribuzione, per poi raggiungere il cliente. Alcune di queste attività sono: volantini promozionali, in store promotion, fidelity program, raccolta punti, evidenziazione a scaffale, comarketing, ecc.

Nell'ambito delle strategie aziendali gli investimenti di Trade Marketing stanno assumendo un ruolo ed una rilevanza economica crescenti tanto che, nel settore del Largo Consumo Confezionato (LCC), assorbono circa il 50% degli investimenti di Marketing delle imprese industriali (Fonte: CERMES - Università Bocconi).
Presso l'Università degli Studi di Parma è attiva dal 2004 la prima Laurea Magistrale italiana in "Trade Marketing e Strategie Commerciali".